# Iessa
Iessa (en francès Hiesse) és un municipi francès situat al departament del Charente i a la regió de la Nova Aquitània. L'any 2007 tenia 251 habitants.

## Demografia

### Població
El 2007 la població de fet de Hiesse era de 251 persones. Hi havia 120 famílies de les quals 36 eren unipersonals (20 homes vivint sols i 16 dones vivint soles), 40 parelles sense fills, 32 parelles amb fills i 12 famílies monoparentals amb fills.
La població ha evolucionat segons el següent gràfic:
Habitants censats

### Habitatges
El 2007 hi havia 162 habitatges, 119 eren l'habitatge principal de la família, 19 eren segones residències i 24 estaven desocupats. 155 eren cases i 5 eren apartaments. Dels 119 habitatges principals, 96 estaven ocupats pels seus propietaris, 20 estaven llogats i ocupats pels llogaters i 3 estaven cedits a títol gratuït; 2 tenien una cambra, 7 en tenien dues, 25 en tenien tres, 39 en tenien quatre i 46 en tenien cinc o més. 80 habitatges disposaven pel capbaix d'una plaça de pàrquing. A 65 habitatges hi havia un automòbil i a 42 n'hi havia dos o més.

### Piràmide de població
La piràmide de població per edats i sexe el 2009 era:
| Homes | Edats   | Dones |
| ----- | ------- | ----- |
| 0     | 95 o +  | 0     |
| 0     | 90 a 94 | 0     |
| 0     | 85 a 89 | 0     |
| 4     | 80 a 84 | 4     |
| 12    | 75 a 79 | 12    |
| 4     | 70 a 74 | 12    |
| 12    | 65 a 69 | 8     |
| 8     | 60 a 64 | 16    |
| 8     | 55 a 59 | 12    |
| 8     | 50 a 54 | 8     |
| 12    | 45 a 49 | 8     |
| 12    | 40 a 44 | 8     |
| 8     | 35 a 39 | 0     |
| 12    | 30 a 34 | 4     |
| 16    | 25 a 29 | 8     |
| 4     | 20 a 24 | 4     |
| 12    | 15 a 19 | 8     |
| 0     | 10 a 14 | 4     |
| 0     | 5 a 9   | 8     |
| 0     | 0 a 4   | 8     |

## Economia
El 2007 la població en edat de treballar era de 156 persones, 95 eren actives i 61 eren inactives. De les 95 persones actives 87 estaven ocupades (54 homes i 33 dones) i 8 estaven aturades (4 homes i 4 dones). De les 61 persones inactives 34 estaven jubilades, 14 estaven estudiant i 13 estaven classificades com a «altres inactius».

### Ingressos
El 2009 a Hiesse hi havia 113 unitats fiscals que integraven 254,5 persones, la mediana anual d'ingressos fiscals per persona era de 14.179 €.

### Activitats econòmiques
Dels 5 establiments que hi havia el 2007, 1 era d'una empresa de comerç i reparació d'automòbils, 2 d'empreses d'hostatgeria i restauració, 1 d'una empresa de serveis i 1 d'una empresa classificada com a «altres activitats de serveis».
L'any 2000 a Hiesse hi havia 29 explotacions agrícoles que ocupaven un total de 1.376 hectàrees.

## Poblacions més properes
El següent diagrama mostra les poblacions més properes.